# Краведжа
Кравѐджа (на италиански: Craveggia; на пиемонтски: Crovegia, Кроведжа, на местен диалект: Cravegia, Краведжа) е село и община в Северна Италия, провинция Вербано-Кузио-Осола, регион Пиемонт. Разположено е на 889 m надморска височина. Населението на общината е 754 души (към 2010 г.).